# Bajacalifornia erimoensis
Bajacalifornia erimoensis är en fiskart som beskrevs av Amaoka och Abe, 1977. Bajacalifornia erimoensis ingår i släktet Bajacalifornia och familjen Alepocephalidae. Inga underarter finns listade.